# Dubantowska Dolinka

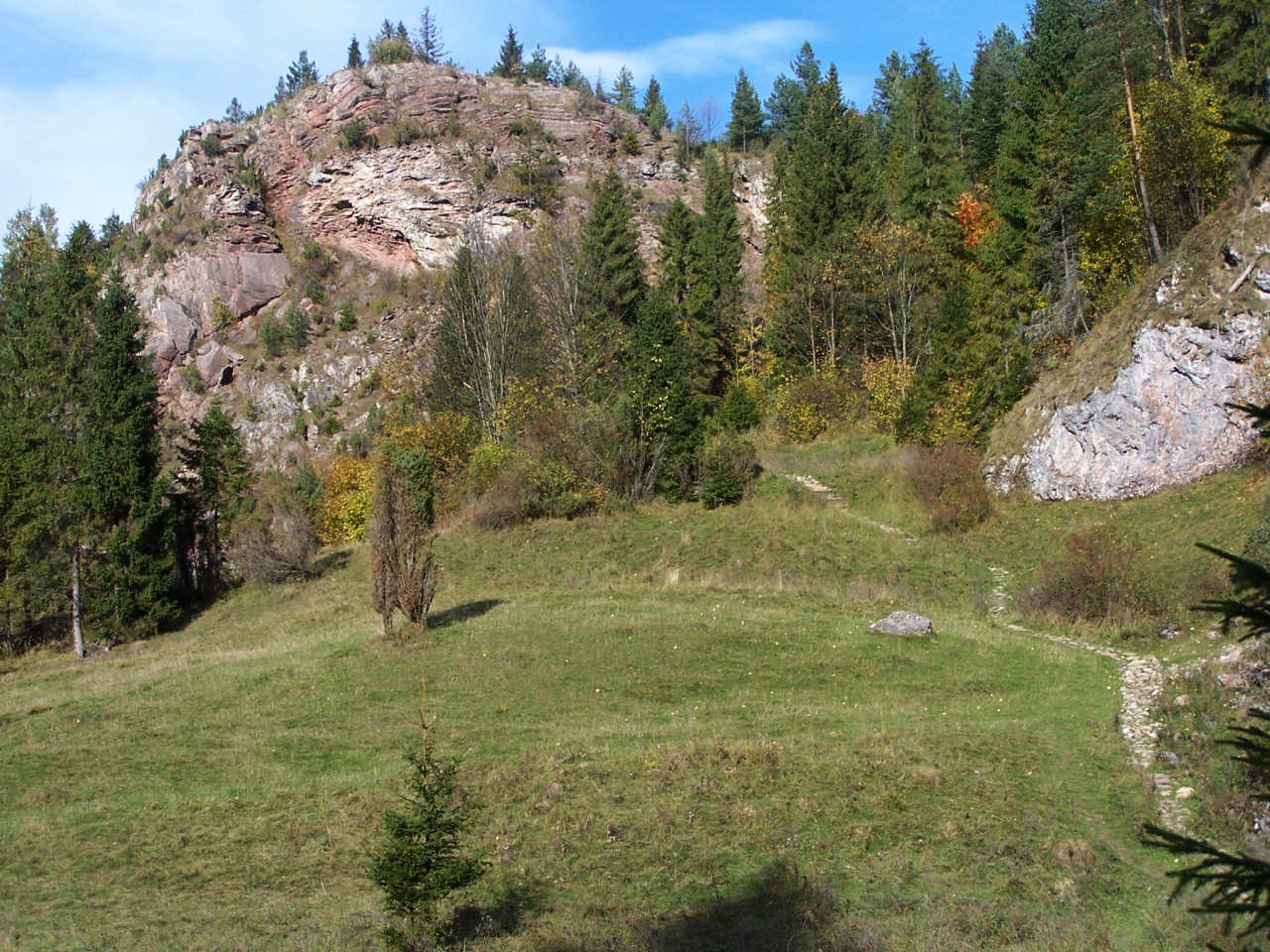
Dubantowska Polana i Czajakowa Skała

Dubantowska Dolinka – dolinka potoku Kamionka (Homole) w Małych Pieninach na odcinku od górnego końca Wąwozu Homole do polany Za Potok. Jej lewe zbocza tworzy grzbiet szczytu Homole, prawe północno-zachodni grzbiet Pawłowskiej Góry z Jemeriskową Skałką i Czajakową Skałą. Lewe zbocza są częściowo porośnięte lasem, częściowo trawiaste (Połonina Kiczera). Prawe zbocza porasta las, ale są na nich dwie polanki: Dubantowska Polana i Jemeriska. Administracyjnie znajduje się w obrębie wsi Jaworki w województwie małopolskim, w powiecie nowotarskim, w gminie miejsko-wiejskiej Szczawnica.

## Szlaki turystyczne
Dubantowską Dolinką prowadzi szlak turystyki pieszej. Od Dubantowskiej Polany ścieżka wspina się podmokłą i zarastającą łąką do polanki Jemeriska. Dla ułatwienia jej przejścia wykonano drewniane schodki. Przy Jemeriskach ścieżka wychodzi na leśną drogę wiodącą wzdłuż potoku Kamionka do polanki Za Potok, dalej pasterskimi halami pod szczyt Wysokich Skałek.
 – Jaworki – Wąwóz Homole – Dubantowska Polana – Jemeriska – Za Potok – Polana pod Wysoką – Wysokie Skałki. Czas przejścia 1 h 45 min, z powrotem 1 h 15 min.